# 반다이 남코 필름웍스
주식회사 반다이 남코 필름웍스(일본어: 株式会社バンダイナムコフィルムワークス 가부시키가이샤 반다이 나무코 휘루무와쿠스[*] 영어: Bandai Namco Filmworks Inc.)는 일본의 영상 사업 회사다. 주식회사 반다이 남코 홀딩스의 완전 자회사로 반다이 남코 그룹의 그룹 기업이다. 일본동화협회 정회원이다.

## 역사
반다이 남코 그룹에서는 2018년 4월 1일자로 재편의 일환으로 반다이 비주얼과 란티스가 합병하여 반다이 남코 아츠가 발족해 영상과 음악의 콘텐츠 사업을 해왔지만, 2022년 4월 1일자 반다이 남코 그룹의 존속 자회사인 선라이즈로 흡수 분할로 이관한 후 반다이 남코 라이츠 마케팅을 선라이즈에 흡수 합병한다는 기법으로 재편성이 이루어지게 되었다.
그 후, 2022년 2월 8일에 행해진 반다이 남코 홀딩스의 이사회에서, 이 회사의 개요가 결정되었다. 이 재편에 의해, 약 45년간(구. 선라이즈 스튜디오 시대부터 통합계산해 50년)에 걸친 선라이즈의 개성을 성장시키는 것과 동시에, 4년간에 걸쳐 반다이 남코 아츠와의 파트너와 길러 온 것을 유연하게 넓혀 새로운 회사에 모은다.
2023년 4월, 에비스 오피스(도쿄도 시부야구 에비스 1초메 18번 14호 에비스 퍼스트 스퀘어, 반다이 남코 아츠 구 본사)와 간다 오피스(도쿄도 치요다 구 간다카지 3초메 5번지 2 KDX 가지초 빌, 반다이 남코 라이츠 마케팅 구 본사)를 화이트 베이스(오기쿠보 본사, 구 선라이즈 본사)에 통합했다.
2024년 4월 1일자로 에이트 비트를 완전 자회사화, 그리고 SUNRISE BEYOND를 흡수합병하여 회사사업을 승계했다.

## 브랜드
선라이즈
애니메이션 제작 브랜드. 주식회사 선라이즈에서 이행. 가장 핵심 브랜드.
반다이 비주얼, 에모션
영상 레이블. 반다이 남코 아츠에서 이행.
반다이 채널
영상 스트리밍 서비스. 반다이 남코 라이츠 마케팅에서 이행.

## 같이 보기
- 반다이 남코 뮤직 라이브 - 같은 반다이 남코 그룹의 IP 프로듀스 유닛에 속해 음악을 총괄하는 기업